# John S. Llewellyn
John Stanley Llewellyn Jr. (ur. 30 marca 1931 w Newport News, zm. 8 maja 2012 w Gonzales) – amerykański inżynier i kontroler lotu NASA, żołnierz piechoty morskiej i weteran wojny w Korei.

## Wojna w Korei
W latach 1950–1954 służył w piechocie morskiej. W czasie wojny w Korei brał udział w bitwie o Chosin Reservoir, podczas której jego jednostka walczyła w okrążeniu. W wyniku traumatycznych doświadczeń cierpiał na zespół stresu pourazowego. Za służbę w Korei został odznaczony Brązową Gwiazdą oraz dwukrotnie Purpurowym Sercem.

## Wykształcenie
Po zakończeniu służby wojskowej rozpoczął studia matematyczne na Randolph Macon College w Ashland w Wirginii. W 1958 roku uzyskał licencjat z fizyki (ang. Bachelor of Science – B.S.) na William and Mary College w Williamsburgu w Wirginii. Po zatrudnieniu w NASA przeszedł także serię odpowiednich szkoleń.

## Kariera w NASA

### Początki i Kosmiczna Grupa Zadaniowa
Pracował dla NACA w Centrum Badawczym Langley (ang. Langley Research Center). Był jednym z pierwszych członków Kosmicznej Grupy Zadaniowej (ang. Space Task Group). Po utworzeniu NASA i Kosmicznej Grupy Zadaniowej kontynuował pracę w Langley. W latach 1961–1962 pracował w zamiejscowych stacjach śledzenia (ang. remote site facilities), między innymi podczas misji Mercury-Atlas 4 na Zanzibarze, a podczas Mercury-Atlas 6 w pobliżu Wysp Kanaryjskich.

### Centrum Kontroli Misji w Houston
Po misji Mercury-Atlas 6 (1962) przeniósł się na stałe do Houston, gdzie powstawała nowa siedziba Centrum Kontroli Misji (ang. Mission Control Center, MCC) w dzisiejszym Centrum Lotów Kosmicznych imienia Lyndona B. Johnsona. Po przeszkoleniu przez Carla Hussa w czerwcu 1962 roku Llewellyn zajął stanowisko kontrolera odpowiedzialnego za rakiety hamujące, w skrócie stanowisko to nazywano RETRO (ang. Retrofire Officer). W latach 1965–1971 pracował wyłącznie jako RETRO oraz członek Działu Dynamiki Lotu (ang. Flight Dynamics Branch).
Był ceniony przez współpracowników za swój profesjonalizm, jednocześnie dzięki silnemu charakterowi i żywiołowemu usposobieniu stał się jedną z najbardziej wyrazistych postaci w historii Centrum Kontroli Misji. Llewellynowi przypisuje się autorstwo określenia „Okopy” (ang. The Trench), na stanowiska w pierwszym rzędzie Sali Kontroli Misji, gdzie pracowali kontrolerzy odpowiedzialni za trajektorię lotu (RETRO, FIDO, GUIDO).

### Późniejsze lata
Po zakończeniu pracy przy konsoli kontrolera lotów Llewellyn pracował jako inżynier oraz kierownik różnych sekcji Wydziału Kontroli Lotów (ang. Flight Control Division) i Departamentu Operacji Kosmicznych (ang. Flight Operations Directorate). Pracował przy rozwijaniu zespołu przyrządów obserwacyjnych o nazwie EREP (ang. Earth Resources Experiment Package) dla Programu Skylab. Po rocznej przerwie (1975–1976) powrócił do pracy w NASA jako inżynier w Departamencie Nauki i Zastosowań (ang. Science and Applications Directorate), a także dla potrzeb programu lotów wahadłowców.

## Po odejściu z NASA
W 1981 roku odszedł z NASA. Później pracował między innymi w Chinach przy projektach rakiet z rodziny Długi Marsz. Był współzałożycielem firmy telekomunikacyjnej SkyComm International, Inc. Prowadził plantację trzciny cukrowej i rancho w Belize, pracę tam rozpoczął jeszcze w latach 70.
Ostatnie lata życia spędził na swoim ranczu w Gonzales w Teksasie. Zmarł 8 maja 2012 roku i został pochowany na Cmentarzu Narodowym w Arlington.